# 哈爾烏蘇湖國家公園
48°18′N 92°44′E / 48.3°N 92.74°E

哈爾烏蘇湖國家公園是蒙古國西部科布多省的國家公園，成立於1997年，面積8,503平方公里，受半乾旱氣候影響，每年平均降雨量122毫米。